# 돔바롭스키 공군 기지

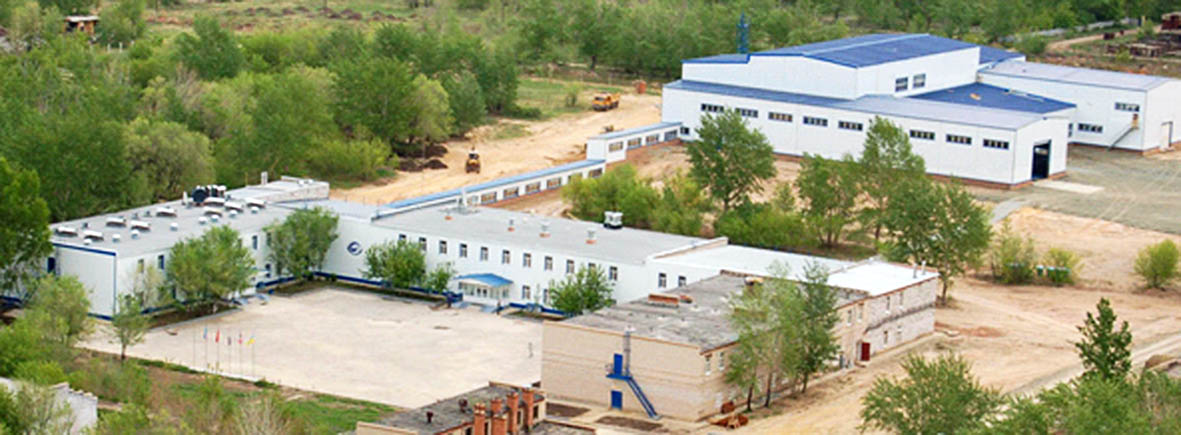

돔바롭스키 공군 기지 또는 야스니 발사장은 러시아 야스니 부근의 돔바롭스키에 위치한 공군기지이다. 1960년대부터 소련의 주력 ICBM 기지이다.
돔바롭스키에서 북서쪽으로 5 km 떨어진 곳에 공군기지가 있다. 돔바롭스키는 모스크바에서 동남쪽으로 1500 km 떨어져 있으며, 카자흐스탄의 접경지대이다. 카자스흐탄 바이코누르 우주 기지에서 북서쪽으로 600 km 떨어진 곳에 돔바롭스키 공군기지가 있다.